# Valoissa
Valoissa släpptes 2008 och är det fjärde albumet från det finska bandet Indica. Albumets producent var Tuomas Holopainen från Nightwish.

## Låtlista
(engelsk titel inom parentes)
1. Elä (Live)
2. Pahinta tänään (Worst of Today)
3. 10 h myöhässä (Ten Hours Late)
4. Hiljainen maa (Quiet Land)
5. Askeleet (Steps)
6. Sanoja (Words)
7. Valoissa (In The Lights)
8. Täältä pois (Away From Here)
9. Pyromaani (Pyromaniac)
10. Hämärää (Murk)
11. Ei enää (No More)